# Каваньоло
Каваньоло (італ. Cavagnolo, п'єм. Cavagneul) — муніципалітет в Італії, у регіоні П'ємонт,  метрополійне місто Турин.
Каваньоло розташоване на відстані близько 510 км на північний захід від Рима, 29 км на схід від Турина.
Населення — 2274 особи (2014).
Щорічний фестиваль відбувається 1 серпня. Покровитель — Sant'Eusebio.

## Демографія
Населення за роками:

Станом на 1 січня 2023 року в муніципалітеті офіційно проживали 132 іноземці з 26 країн, серед них 65 громадян країн Євросоюзу та 2 громадяни України.

## Сусідні муніципалітети
- Брузаско
- Лауріано
- Монтеу-да-По
- Морансенго
- Тоненго